# 東浅川町
東浅川町（ひがしあさかわまち）は、東京都八王子市西南部の地名である。丁目の無い単独町名であり、住居表示未実施区域。郵便番号は193-0834（八王子西郵便局管区）。

## 地理
八王子市の南西部、北は南浅川、西は高尾街道、南は京王高尾線に区切られた地域に位置しており、東西を甲州街道やJR中央本線が横切っている。中央本線以南は東浅川工業団地となっており、沖電気工業（現在は半導体部門が分社化しラピスセミコンダクタ）などの企業が進出している。
東で並木町・散田町・めじろ台、西で高尾町・初沢町、南で椚田町・狭間町、北で長房町・廿里町と隣接する。

### 地価
住宅地の地価は、2014年（平成26年）1月1日の公示地価によれば、東浅川町557番12の地点で14万8000円/m2となっている。

## 歴史
- 1889年（明治22年）4月1日 - 町村制施行により、神奈川県南多摩郡浅川村（のちの浅川町）が発足する。浅川村大字上椚田が成立。
- 1927年（昭和2年）11月3日 - 浅川村が町制施行し浅川町となる。
- 1959年（昭和34年）4月1日 - 浅川町が八王子市に編入。浅川町大字上椚田は八王子市大字上椚田となる。
- 1960年（昭和35年）10月1日 - 大字上椚田の一部が東浅川町となる。

## 世帯数と人口
2017年（平成29年）12月31日現在の世帯数と人口は以下の通りである。
| 町丁     | 世帯数    | 人口     |
| -------- | --------- | -------- |
| 東浅川町 | 5,402世帯 | 11,814人 |

## 小・中学校の学区
市立小・中学校に通う場合、学区は以下の通りとなる。
| 番地                                                                 | 小学校                                          | 中学校               | 備考           |
| -------------------------------------------------------------------- | ----------------------------------------------- | -------------------- | -------------- |
| 1〜27番地 48〜94番地                                                 | 八王子市立横山第二小学校                        | 八王子市立陵南中学校 |                |
| 28番地                                                               | 八王子市立横山第二小学校 八王子市立東浅川小学校 | 八王子市立陵南中学校 | 学区域図で確認 |
| 29〜47番地 95〜499番地 523〜553番地 568〜612番地 700番地 749番地以降 | 八王子市立東浅川小学校                          | 八王子市立陵南中学校 |                |
| その他                                                               | 八王子市立散田小学校                            | 八王子市立陵南中学校 |                |

## 交通

### 鉄道
- 京王電鉄
  - 　京王高尾線：狭間駅
- 1960年（昭和35年）までは国鉄中央本線に東浅川駅（皇室専用駅）があった。

### 道路
- 国道20号（甲州街道）
- 東京都道187号多摩御陵線
- 東京都道47号八王子町田線（町田街道）

### 路線バス
- 京王電鉄バス
  - 西八王子駅南口〜福祉センター入口〜高尾駅南口行
  - 京王八王子駅〜御陵前〜舘ヶ丘団地行
- 神奈川中央交通
  - 八王子駅〜浅川原〜相模湖駅行
- はちバス
  - 松子舞自治会館～共立女子学園南口～御陵前～高尾駅北口～高尾駅南口

## 河川
- 南浅川

## 施設

### 行政
- 警視庁高尾警察署
- 東浅川保健福祉センター
- 国立高等専門学校機構

### 教育
- 八王子市立東浅川小学校
- 八王子市立陵南中学校
- 高尾幼稚園
- 浅川保育園

### 商業
- エコス東浅川店
- 高尾スターレーン
- スーパーバリュー八王子高尾店
- イーアス高尾

### 工業
- ラピスセミコンダクタ
- 佐久間製菓八王子工場

### 公園・神社・寺院
- 陵南公園
- 東浅川公園
- 狭間公園
- 熊野神社
- 興福寺